# إيتالو غاريبولدي
الجنرال إيتالو غاريبولدي (بالإيطالية: Italo Gariboldi) قائد عسكري وسياسي إيطالي، وُلد في لودي بمملكة إيطاليا في 20 إبريل 1879 وتوفي في العاصمة الإيطالية روما بتاريخ 3 فبراير 1970، واحد من القادة البارزين في الجيش الملكي الإيطالي أثناء الحرب العالمية الأولى والحرب الإيطالية الإثيوبية الثانية، كما تولى قيادة أركان شمال أفريقيا الإيطالية علاوة على منصب الحاكم العام لليبيا الإيطالية خلال الفترة ما بين 25 مارس 1941 و19 يوليو 1941 قبل أن يتم إرساله على رأس الجيوش الإيطالية المتوجهة للجبهة الشرقية خلال الحرب العالمية الثانية، أُلقي القبض عليه عام 1943 من جانب القوات النازية وأُعتبر أسير حرب لديها كحال أغلب القادة العسكريين الإيطاليين بعد توقيع الهدنة بين إيطاليا والحلفاء وحُكم عليه بالإعدام عام 1944 بعد توجيه تهمة الخيانة العظمى له وإن حررته قوات الحلفاء في وقت لاحق قبل تنفيذ الحكم عليه.